# Plaza Italia (Buenos Aires)
Plaza Italia è una piazza urbana di Buenos Aires, capitale dell'Argentina.
Si trova nel quartiere Palermo all'incrocio di Avenida Santa Fe e Avenida Sarmiento.
Si tratta di una delle più attive e importanti zone e centro dei trasporti di tutta la capitale argentina.

## Descrizione
Al centro della piazza si trova il Monumento equestre a Giuseppe Garibaldi, inaugurato nel giugno del 1904 in una cerimonia che ha visto partecipare tra gli altri, Julio Argentino Roca e Bartolomé Mitre.
Sotto la piazza, si trova la stazione di Plaza Italia della linea D della rete metropolitana della città di Buenos Aires. 
Inoltre, in un angolo vicino alla "Sociedad Rural Argentina", si trova una colonna originale del Foro Romano, donata dal Comune di Roma: risalente a oltre 2000 anni fa, è il più antico monumento, e probabilmente la più antica opera architettonica, della città di Buenos Aires.
Plaza Italia è anche il nome informale con cui viene chiamata questa zona del quartiere Palermo.

## Storia
La costruzione della piazza è iniziata nel 1898. 

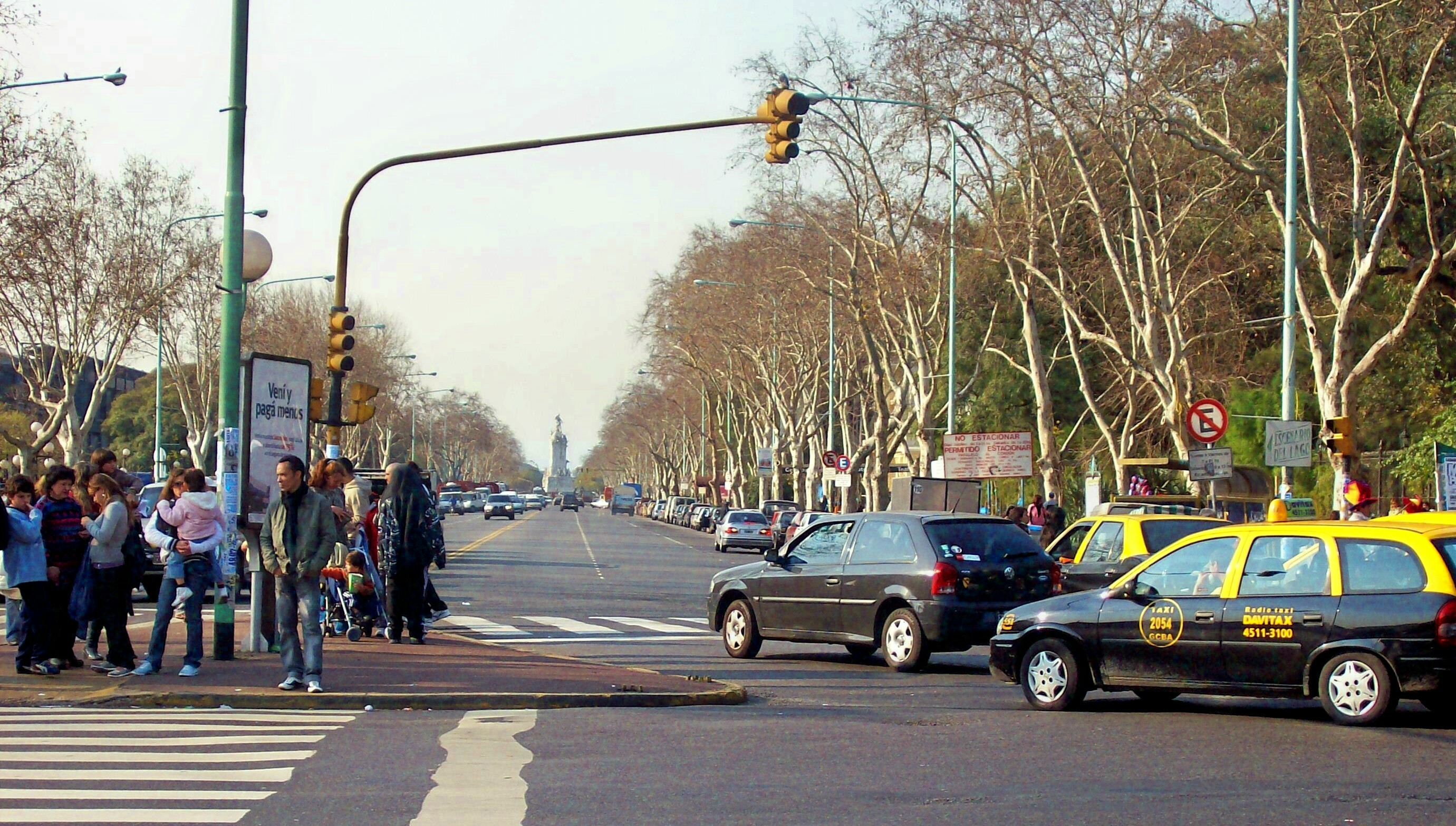
Avenida Sarmiento visto da Plaza Italia

Un tempo si chiamava "Plaza de los Portones", a causa di due enormi cancelli situati all'inizio dell'Avenida Sarmiento , ma da un'ordinanza del Comune di Buenos Aires del 1909, ricevette il nome attuale.